# Christmas Island Shire
Koordinaten: 10° 29′ S, 105° 37′ O

Das Shire of Christmas Island ist ein lokales Verwaltungsgebiet (LGA), das zum australischen Bundesstaat Western Australia gehört. Das Gebiet ist 137 km² groß und hat etwa 1850 Einwohner (2016).
Christmas Island ist eine Insel im Nordwesten des australischen Kontinents etwa 2.600 Kilometer nordöstlich der westaustralischen Hauptstadt Perth und 480 Kilometer südlich der indonesischen Hauptstadt Jakarta.

## Verwaltung
Der Christmas Island Council hat neun Mitglieder. Sie werden von allen Bewohnern des Shires gewählt. Christmas Island ist nicht in Bezirke unterteilt. Aus dem Kreis der Councillor rekrutiert sich auch der Vorsitzende des Councils (Shire President).